# Anna Olsson (esquiadora)
Anna Viktoria Olsson (nacidad como Anna Viktoria Dahlberg, Kramfors, 1 de mayo de 1976) es una deportista sueca que compitió en esquí de fondo. Está casada con el esquiador Johan Olsson.
Participó en tres Juegos Olímpicos de Invierno, entre los años 2002 y 2010, obteniendo una medalla de oro en Turín 2006, en la prueba de velocidad por equipo (junto con Lina Andersson). Ganó una medalla de plata en el Campeonato Mundial de Esquí Nórdico de 2009, en la misma prueba.

## Palmarés internacional
| Juegos Olímpicos   | Juegos Olímpicos          | Juegos Olímpicos | Juegos Olímpicos     |
| Año                | Lugar                     | Medalla          | Prueba               |
| ------------------ | ------------------------- | ---------------- | -------------------- |
| 2006               | Turín (Italia)            | Medalla de oro   | Velocidad por equipo |
| Campeonato Mundial |                           |                  |                      |
| Año                | Lugar                     | Medalla          | Prueba               |
| 2009               | Liberec (República Checa) | Medalla de plata | Velocidad por equipo |